# Estriatina
La estriatina (STRN) es una proteína de unión a calmodulina codificada en humanos por el gen STRN.

## Interacciones
La estriatina ha demostrado ser capaz de interaccionar con:
- STK25[4]
- PDCD10[4]
- CTTNBP2[4]
- TRAF3IP3[4]
- STRN3[4]
- MOBKL3[4]
- STK24[5][4]
- PPP2CA[4]
- RP6-213H19.1[4]
- PPP2R1A[4]
- CTTNBP2NL[4]
- FAM40A[4]
- Receptor de estrógeno alfa[6]